# Gilmore Schjeldahl
Gilmore Tilmen Schjeldahl (1er juin 1912–10 mars 2002) est un homme d'affaires et inventeur américain d'origine norvégienne dans le domaine des plastiques, des adhésifs et des circuits. Il a obtenu 16 brevets américains et est peut-être mieux connu pour avoir inventé le sac à vomi doublé de plastique.

## Biographie

### Enfance et éducation
Gilmore Tilmen Schjeldahl est né à Esmond, dans le Dakota du Nord, d'immigrants norvégiens. Son père était cheminot. Il a grandi à Northwood, dans le Dakota du Nord, et n'a pas obtenu son diplôme d'études secondaires, mais a suivi des cours au North Dakota State College of Science et à l'université d'État du Dakota du Nord avant d'être enrôlé dans l'armée américaine pour servir pendant la Seconde Guerre mondiale. Schjeldahl a servi dans trois batailles avec la 84th Division, dont la bataille des Ardennes, dans laquelle ses actions ont été récompensées par une Bronze Star.

### Carrière
Schjeldahl commence sa carrière chez Armour and Company, où il commence à travailler avec du polyéthylène. Incapables de sceller le matériau sur lui-même, lui et sa femme ont expérimenté des solutions à la maison, où ils ont développé un processus de scellage au couteau à chaud. Il quitte Armour en 1946 et déménage à Minneapolis, où il crée une machine à fabriquer des sacs chez lui. Il utilise la machine pour lancer sa première entreprise, Herb-Shelly, Inc., en 1948. L'entreprise déménage dans un magasin l'année suivante à Farmington, dans le Minnesota, et produit finalement une variété de matériaux d'emballage en polyéthylène et de doublures de sacs en plastique. En 1954, l'entreprise avait un chiffre d'affaires annuel de 500 000 $ et 100 employés. L'entreprise commence à expérimenter le laminage à cette époque, en recherchant des adhésifs pour un nouveau polymère DuPont appelé Mylar. L'entreprise a également participé à la fabrication d'un ballon pour l'Office of Naval Research de l'université du Minnesota. En mai 1954, Herb-Shelly est acquise par Brown & Bigelow. Schjeldahl démissionne et quitte l'entreprise le 8 janvier 1955.
Le 21 janvier 1955, Schjeldahl commence à faire des plans pour une nouvelle entreprise qui serait située dans le sous-sol du bâtiment Medical Arts à Northfield, dans le Minnesota. La société a obtenu un contrat en avril 1955 pour créer des ballons de recherche atmosphérique fabriqués avec un film de polyester Mylar, maintenus ensemble par un système adhésif développé par Schjeldahl. Le 1er septembre 1955, la société G.T. Schjeldahl Company est devenue publique. En plus des ballons, l'entreprise fabriquait des machines de fabrication de sacs et du ruban adhésif thermosoudable. Finalement, la société a commencé à développer une gamme de rubans adhésifs pour le collage de polyester appelée Schjel-Bond (GT100, GT200, GT300 et GT400).
La société G. T. Schjeldahl acquiert une reconnaissance nationale pour la conception et la construction d'Echo I, le premier satellite ballon de communication (passif). La société Schjeldahl a travaillé à la fois sur les projets Echo II (satellite ballon), Stargazer (ballon de recherche en astronomie habité, embarquant l'astronome William C. White et le militaire Joseph Kittinger) et Stratoscope II (en),,. La société a également fabriqué les matériaux stratifiés et adhésifs pour le programme de missile Polaris. Ces joints environnementaux, appelés diaphragmes, empêchaient l'eau d'entrer dans le sous-marin jusqu'à ce qu'un missile soit lancé. Les produits et la technologie de la société G. T. Schjeldahl utilisant le dépôt sous vide et le laminage ont été utilisés dans le cadre du programme des satellites Pegasus, ce qui a permis à la société de se lancer dans le domaine du dépôt sous vide.
L'affaiblissement de l'économie en 1967 entraîne une diminution de la recherche financée par le gouvernement. Schjeldahl démissionne de son poste de président du conseil d'administration et crée Giltech, une entreprise qui se consacrera principalement à la fabrication de bouteilles par soufflage. La société Giltech fusionne avec une autre société de plastiques, Rainville, en 1972 pour devenir Rainville, Inc. Finalement, Rainville, Inc. fusionne avec et devient Universal Dynamics (UnaDyn). En 1970, Schjeldahl crée également la Plastic Netting Machine Company. Cette société développe et produit des dispositifs d'alimentation et de remplissage de contenants en plastique rigide. Le nom de la société est changé en Sheldahl, Inc. en 1974 pour faciliter la prononciation et l'orthographe.
En 1978, Schjeldahl est victime d'une légère crise cardiaque. Au cours de sa convalescence, il réfléchit aux techniques d'ouverture des artères bloquées. Cela conduit à un autre projet d'entreprise, la Cathedyne Corporation. Schjeldahl a travaillé avec son cardiologue sur l'amélioration des cathéters d'angioplastie coronaire. La Cathedyne Corporation a été vendue à Angiomedics, Inc., une filiale de Pfizer, en 1983. En 2000, Sheldahl, Inc. fusionne avec International Flex Technologies, dont le siège est à New York. En 2004, Sheldahl est rachetée par Multek Corporation.

### Vie privée
Gilmore et Charlene Hanson Schjeldahl ont été mariés pendant 61 ans et ont eu cinq enfants : Peter, Don, Ann, Peggy et Mary.

### Décès
Schjeldahl décède le 10 mars 2002 à son domicile de Lenox, Massachusetts, après avoir lutté contre la maladie d'Alzheimer pendant de nombreuses années. Ses documents commerciaux sont archivés au Département des collections spéciales Elwyn B. Robinson de l'université du Dakota du Nord.
Des photographies, des dossiers commerciaux de Sheldahl, Inc. et d'autres documents liés à son entreprise à Northfield sont conservés à la Northfield Historical Society.

## Prix
- 1962 : Alumni Achievement Award, université d'État du Dakota du Nord[12]
- 1970 : Honorary D.Sc., université d'État du Dakota du Nord[13]
- 1988 : Intronisé au North Dakota Entrepreneur Hall of Fame[14]
- 1991 : Intronisé au Scandinavian-American Hall of Fame[15]
- 1993 : Honorary doctorate, Université du Dakota du Nord[16]